# Gasteracantha
Gasteracantha es un género de arañas araneomorfas de la familia Araneidae. Se encuentra en Asia, África y (Gasteracantha cancriformis) en América.

## Lista de especies
Según The World Spider Catalog 12.0:
- Gasteracantha aciculata (Pocock, 1899)
- Gasteracantha acutispina Dahl, 1914
- Gasteracantha audouini Guérin, 1838
- Gasteracantha beccarii Thorell, 1877
- Gasteracantha biloba (Thorell, 1878)
- Gasteracantha cancriformis (Linnaeus, 1758)
- Gasteracantha clarki Emerit, 1974
- Gasteracantha clavatrix (Walckenaer, 1842)
- Gasteracantha clavigera Giebel, 1863
- Gasteracantha crucigera Bradley, 1877
- Gasteracantha curvispina (Guérin, 1837)
- Gasteracantha curvistyla Dahl, 1914
- Gasteracantha cuspidata C. L. Koch, 1837
- Gasteracantha dalyi Pocock, 1900
- Gasteracantha diadesmia Thorell, 1887
- Gasteracantha diardi (Lucas, 1835)
- Gasteracantha doriae Simon, 1877
- Gasteracantha falcicornis Butler, 1873
- Gasteracantha fasciata Guérin, 1838
- Gasteracantha flava Nicolet, 1849
- Gasteracantha fornicata (Fabricius, 1775)
- Gasteracantha frontata Blackwall, 1864
- Gasteracantha gambeyi Simon, 1877
- Gasteracantha geminata (Fabricius, 1798)
- Gasteracantha hasselti C. L. Koch, 1837
- Gasteracantha hecata (Walckenaer, 1842)
- Gasteracantha interrupta Dahl, 1914
- Gasteracantha irradiata (Walckenaer, 1842)
- Gasteracantha janopol Barrion & Litsinger, 1995
- Gasteracantha kuhli C. L. Koch, 1837
- Gasteracantha lepelletieri (Guérin, 1825)
- Gasteracantha lunata Guérin, 1838
- Gasteracantha martensi Dahl, 1914
- Gasteracantha mediofusca (Doleschall, 1859)
- Gasteracantha mengei Keyserling, 1864
- Gasteracantha metallica (Pocock, 1898)
- Gasteracantha milvoides Butler, 1873
- Gasteracantha notata Kulczyn'ski, 1910
- Gasteracantha panisicca Butler, 1873
- Gasteracantha parangdiadesmia Barrion & Litsinger, 1995
- Gasteracantha pentagona (Walckenaer, 1842)
- Gasteracantha picta (Thorell, 1892)
- Gasteracantha quadrispinosa O. Pickard-Cambridge, 1879
- Gasteracantha recurva Simon, 1877
- Gasteracantha regalis Butler, 1873
- Gasteracantha remifera Butler, 1873
- Gasteracantha rhomboidea Guérin, 1838
- Gasteracantha rubrospinis Guérin, 1838
- Gasteracantha rufithorax Simon, 1881
- Gasteracantha sacerdotalis L. Koch, 1872
- Gasteracantha sanguinea Dahl, 1914
- Gasteracantha sanguinolenta C. L. Koch, 1844
- Gasteracantha sapperi Dahl, 1914
- Gasteracantha sauteri Dahl, 1914
- Gasteracantha scintillans Butler, 1873
- Gasteracantha signifera Pocock, 1898
- Gasteracantha simoni O. Pickard-Cambridge, 1879
- Gasteracantha sororna Butler, 1873
- Gasteracantha sturi (Doleschall, 1857)
- Gasteracantha subaequispina Dahl, 1914
- Gasteracantha taeniata (Walckenaer, 1842)
- Gasteracantha theisi Guérin, 1838
- Gasteracantha thomasinsulae Archer, 1951
- Gasteracantha thorelli Keyserling, 1864
- Gasteracantha tondanae Pocock, 1897
- Gasteracantha transversa C. L. Koch, 1837
- Gasteracantha unguifera Simon, 1889
- Gasteracantha versicolor (Walckenaer, 1842)
- Gasteracantha westringi Keyserling, 1864